# Franck Chauveau
Francis-Joseph-Charles Chauveau, dit Franck-Chauveau, est un homme politique français né le 1er septembre 1846 à Paris et décédé le 30 mars 1921 à Paris.

## Biographie
Docteur en droit, Avocat, il est premier secrétaire de conférence des avocats et président de la conférence Molé. Il est député de l'Oise de 1876 à 1885, siégeant à gauche. Il fait partie des 363 qui refusent la confiance au gouvernement de Broglie le 16 mai 1877. Battu en 1885, il est sénateur de l'Oise de 1888 à 1906. Il est secrétaire du Sénat de 1889 à 1892 et vice-président de 1898 à 1901. Vice-président de la commission des finances, il participe activement aux débats budgétaires.
En 1880, il fait construire une villa à Cannes, devenue le Shangri-La aujourd'hui.